# Euxoa murdocki
Euxoa murdocki är en fjärilsart som beskrevs av Smith 1890. Euxoa murdocki ingår i släktet Euxoa och familjen nattflyn. Inga underarter finns listade i Catalogue of Life.